# 西村遼太郎
西村 僚太郎（にしむら りょうたろう、1998年 - ）は、日本のアマチュア囲碁棋士。山口県出身。

## 略歴
1998年、山口県山口市出身。
2017年、山口県立防府高等学校卒業。
2021年、立命館大学産業社会学部現代社会学科卒業。

## 戦績
- TOTOカップジュニア囲碁国際大会：無差別クラス優勝（西村僚太郎・橋本淳平対戦、2014年）[2]
- 第17回全国高等学校囲碁選抜大会：9路盤戦優勝（山口県立防府高等学校、2016年）[3]
- 第40回全国高等学校総合文化祭 2016 ひろしま総文（囲碁部門）：3位（山口県立防府高等学校3年、2016年）[4]
- 第5回全日本学生囲碁 最強位戦：3位決定戦出場（浜崎公輔 vs 西村僚太郎：立命館大学、2017年）[5]
- 『第0回 むー杯（プロアマ混合ペア碁）』：優勝（後藤春彦アマ・西村僚太郎アマ、2022年）[6]
- 第16回朝日アマチュア囲碁名人戦 大阪府大会：準優勝（主催：朝日新聞社、2022年4月）[7]
- 第1回実業団囲碁大会：第三位（主催：公益財団法人日本棋院、2024年1月）